# Теона Кумсиашвили
Теона Кумсиашвили (на грузински: თეონა ქუმსიაშვილი) е грузинска певица и текстописец, изпълнителка на грузински народни песни и на собствени народни композиции, солистка на ансамбъл „Сионски камбани“.

## Биография
Кумсиашвили е родена на 27 януари 1984 г. в малкия град Сиони, община Тианети, Грузия.
В периода 2007 – 2010 г. участва в участва в различни фолклорни фестивали в Грузия, като „ხევსურული საღამო“ (Хевсурианска вечер) и „არტ-გენი“ (Арт-ген). През 2007 г. заедно с ансамбъл „Шавнабада“ участва във фестивала „Инеглос“ в Турция. Става известна с характерния си глас и изпълнение на музикални композиции.
По стихове на поетесата Мариам Хуцураули записва популярните песни „ასკილი“ (Аскили) и „ფშაურ მოტივზე“ (Мотив от Пшави) станали хит в социалните мрежи.
Издава два самостоятелни албума с народни песни: през 2005 г. – „Пирим“, и през 2009 г. – „Току-що ти казах толкова много любов с песен“. Други нейни популярни песни са: „დილაო ავდრიანაო“ (Дилао Авдрианао), „იორზე ნამღერი“ (Песен на Йор), „და თელავს“ (Ода за Телави), „სამშობლო“ (Роден край), „არაგვს გავატან“ (Ще взема Арагви) и „ხმა უცნაური“ (Звучи странно).
Омъжва се за хевсурския поет Гела Даяури. Имат двама сина – Деметра (2008) и Ярджи (2009).
Теона Кумсиашвили умира на 22 юли 2010 г. в трагична автомобилна катастрофа. Семейството ѝ с приятели се връща от празника „Атенеум“ (древен празник на планинарите, който се провежда в село Муцо), когато колата им се обръща във високопланинското дефиле на река Аргун. Загиват общо 7 души, включително Теона, двамата ѝ сина, и сестра ѝ.
Всяка година на 27 януари се провежда вечер в памет на Теона Кумсиашвили, организирана от съпруга ѝ.

## Дискография
- 2006 – „პირიმზე“
- 2009 – „მარტო სიმღერით გითხარ ამდენი სიყვარული“